# Фатимиди
Фатимиди су шиитска династија, која је владала подручјем Магреба, Египта и Леванта од 5. јануара 910. до 1171. Владајућа елита је припадала исмаилској грани шиита. Вође династије су исто били шиити исмалити, долазе на власт уз помоћ пропаганде тајног исламског друштва Банит. Припадали су калифима и то је био једини период након калифа Алије, када су шиитски имами и калифи били уједињени. Фатимиди су били до извесног степена толерантни према другим сектама ислама и према Јеврејима и хришћанима.

## Успон Фатимида
Фатимиди потичу из Туниса, али након освајања Египта 969. преместили су своје седиште у Каиро. Под Фатимидима Египат је постао центар калифата, који је укључивао северну Африку, Сицилију, Палестину, Сирију, обалу Црвеног мора, Јемен и Хеџаз. Под Фатимидима Египат је доживео велики препород и развила се јака трговачка мрежа и у Медитерану и у Индијском океану.
Династију је 909. основао Абдулах ел Махди Билах, који је легитимизирао своје полагање права пореклом од пророка Мухамеда преко своје ћерке Фатиме и њеног супруга имама Алије (или калифа Алије) првог шитског имама. Одатле је дошло и име Фатимиди.
Абдулах ал-Махди је брзо проширио своју власт преко целог средишњег Магреба на подручју које се састоји од Алжира, Марока, Туниса и Либије. Тим подручјем је владао из Махдије, новоизграђене престолнице у Тунису. 
Фатимиди су 969. освојили северни Египат и основали су Каиро. Цели Египат су освојили 972. Победили су Икшидидску династију и основали су модерни Каиро. Наставили су освајати околне територије све док нису владали територијама од Туниса до Сирије, а чак су прешли у Сицилију. За разлику од других влада тога подручја Фатимиди су повезали напредовање у државној служби са заслугама, а не на наслеђу. Сунити су једнако као и шиити могли да заузимају високе државне положаје. Толеранција се односила и на Јевреје и хришћане. Циљ Фатимида је био да освоје Багдад и свргну Абасиде.

## Назадовање и пад
Гувернери северне Африке под Фатимидима су били Зириди и они су 1040—их прогласили своју независност од Фатимида. После 1070. Фатимиди су држали обалу Леванта и делове Сирије, али напали су их Турци. После тога дошло је до Првог крсташког рата, па се територија Фатимида смањила само на Египат. Након распада фатимидског политичког система у 1160—им Саладин је заузео Египат 1169. и створио је нову сунитску Ајубидску династију.

## Фатимидски калифи
- Абдулах ел Махди Билах (909-934)
- Мухамед ел Каим би-Амрилах (934-946)
- Исмаил ел Мансур (946-953)
- ел Муиз (953-975)
- ел Азиз (975-996)
- ел Хаким би Амр Алах (996-1021)
- ел аз-Захир (1021-1036)
- ел Мустаншир (1036-1094)
- ел Мустали (1094-1101)
- ел Амир (1101-1130)
- ел Хафиз (1130-1149)
- ел Зафир (1149-1154)
- ел Фаиз (1154-1160)
- ел Адид (1160-1171)